# Pterolophia praeapicemaculata
Pterolophia praeapicemaculata là một loài bọ cánh cứng trong họ Cerambycidae.